# 2949 Kaverznev
2949 Kaverznev este un asteroid din centura principală, descoperit pe 9 august 1970 de Observatorul din Crimeea.